# Головатый, Антон Андреевич
Анто́н Андре́евич Голова́тый (рус. дореф. Антонъ Андреевичъ Головатый, 1732 (по иным данным 1744) — 28 января 1797) — войсковой судья, бригадир русской армии, один из основателей, талантливый администратор и кошевой атаман Черноморского казачьего войска, инициатор переселения черноморских казаков на Кубань. Также украинский поэт, автор первого стиха, напечатанного гражданским шрифтом на чистом народном украинском языке.

## Биография

### Рождение, детство и юность
Родился в семье украинского казацкого старшины в селе Новые Санжары на Полтавщине. Получил хорошее домашнее образование, которое продолжил в Киево-Могилянской Академии, где проявились его необычайные способности к наукам, языкам, литературный и музыкальный дар — Антон сочинял стихи и песни, хорошо пел и играл на бандуре.

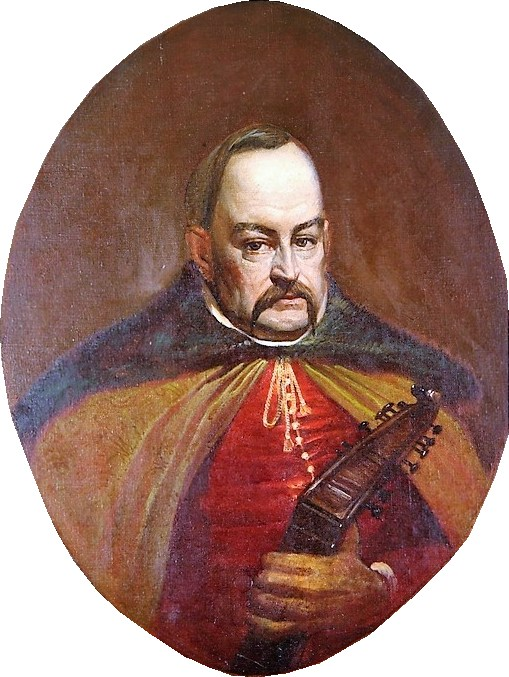
А. А. Головатый — армии бригадир, войсковой судья, кошевой атаман Черноморского казачьего войска

### ВЗапорожской Сечи
В 1757 году Антон появился на Сечи и записался в Кущевский (по другим источникам — Васюринский) курень. В 1762 году избран куренным атаманом. В том же году, благодаря этому назначению, он был включён в состав делегации запорожских казаков, отправившейся в Санкт-Петербург на торжества по случаю коронования Екатерины II, где он был представлен императрице и даже спел и сыграл для неё на бандуре. Уже тогда Головатому, благодаря его острому уму, грамотности и дипломатическим способностям, давались разнообразные поручения по сечевым судебным делам и спорам, прежде всего земельным. В 1768 году он был назначен войсковым писарем, что соответствовало званию полкового старшины.
Принимал деятельное участие в морских походах казаков в Русско-турецкой войне 1768—1774 годов. Ему было поручено заняться строительством лодок для казацкого флота. Продолжал он защищать интересы Сечи в разных судах и спорах.
По окончании войны, результатами которой явилось присоединение к России земель между Бугом и Днепром, казаки надеялись получить в своё владение часть этих земель, взамен тех сечевых, которые российское правительство раздавало колонистам из Европы и помещикам из Великоросии. Головатый, как опытный спорщик в земельных делах, был включён в состав делегации Запорожских казаков под началом Сидора Белого в Санкт-Петербург в 1774 году. Делегация должна была ходатайствовать перед императрицей о возвращении казакам их прежних сечевых земель — «вольностей» — и наделении новыми «вольностями». Делегацию в Петербурге ждал провал. В июне 1775 года Сечь была ликвидирована. Нахождение в тот момент за пределами Сечи (на пути из Петербурга в Сечь) спасло членов делегации от наказания и опалы.
После ликвидации Сечи казачьим старшинам было предложено перейти на русскую службу. Головатый воспользовался этим предложением и занимал различные административные должности в Екатеринославском наместничестве (начальника города, смотрителя, земского комиссара). Там же ему был выделен земельный надел. В 1777 году ему было присвоен чин поручика, в 1779 году — капитана, в 1787 — секунд-майора. Набирал команды казаков для участия в мирных походах на Крым в 1783 году.

### Служба в «Войске верных казаков» (Черноморском)
Григорий Потёмкин, благоволивший к казакам, решил организовать бывших запорожцев в военные части. По его совету, во время Путешествия Екатерины Великой в Крым, депутация бывших казаков, в которую входил и Антон Головатый, ходатайствовала в Кременчуге перед императрицей об организации из бывших запорожцев «Войска верных казаков». Согласие было дано. Войско набирало «охотников» в два отряда — конный и пеший (для службы на казачьих лодках). Головатый был назначен начальником пешего отряда. 22 января 1788 года он был выбран войсковым судьёй всего новосозданного войска — второй фигурой в казачьей иерархии, после войскового атамана. Тогда же Григорий Потёмкин выделил для войска новые земли — Керченский Кут и Тамань.
С началом русско-турецкой войны войско верных казаков приняло в ней самое активное участие. Летом 1788 года казацкие «чайки» под командованием Головатого успешно проявили себя при осаде Очакова — в так называемом «лиманском сражении», в ходе которого был разгромлен турецкий флот Гасан-паши. После этого сражения отряд казацких лодок был преобразован в Черноморскую казацкую флотилию, командование которой было поручено Головатому. 7 ноября того же года казаки и их флотилия взяли штурмом укреплённый остров Березань, после падения которого был вскоре захвачен и Очаков, который оказался в полной блокаде. За это дело Головатый был награждён своей первой наградой — в мае 1789 года ему был пожалован Орден Святого Георгия 4-й степени.
Весной того же года был тяжело ранен войсковой атаман Захарий Чепега и Антон Головатый вступил на время лечения Чепеги в должность командующего всем войском верных казаков.
14 сентября 1789 года три полка конных и три полка пеших казаков под командованием Головатого в составе отдельного отряда русской армии — авангарда, — под командованием де Рибаса приняли участие в штурме крепости Хаджибей — будущего города Одесса. Осенью того же года казацкая флотилия принимала участие во взятии крепостей Аккерман и Бендеры. На зиму Черноморцы были поставлены на «квартиры» в низовьях Днестра. Войсковой кош выбрал местом своего расположения село Слободзея, которое стало казачьей столицей вплоть до окончательного переселения черноморцев на Кубань в 1793 году. Тут же Головатый узнал о своём производстве в следующий армейский чин — 24 ноября 1789 он был произведён в полковники.
14 апреля 1790 года Потёмкин наградил Головатого золотой саблей. В том же году казацкая флотилия под начальством Головатого покрыла себя неувядающей славой при «взломе» Дуная — захвате турецких крепостей Тулча и Исакча (которые с обеих берегов закрывали гирло реки от русского флота) и штурме Измаила — казаки входили в колонну, штурмовавшую крепость со стороны реки, а десант на берег под стены крепости доставили гребные флотилии де Рибаса и Головатого. Головатый лично командовал авангардом одной из колонн. В своём донесении императрице о штурме Измаила Потёмкин так писал о Головатом: «Полковник Головатый с беспредельной храбростью и неусыпностью не только побеждал, но и лично действуя вышел на берег, вступил с неприятелем в бой и разбил оного». За штурм Измаила он был награждён орденом «святого равноапостольного князя Владимира» третьей степени.
До заключения мира в 1791 году казаки Головатого приняли участие в штурме Мачина.

### Выделение Черноморским казакам новых земель на Тамани и Кубани и их переселение
После заключения мира с Турцией (9 января 1792) войску верных казаков были предоставлены новые российские земли, полученные в результате войны, — вдоль побережья Чёрного моря между реками Днестр и Южный Буг, а само войско было переименовано в «Черноморское казачье войско». Поскольку Григорий Потёмкин к этому времени умер, новым покровителем верных казаков стал Платон Зубов — последний фаворит Екатерины Великой, который был жалован в тот год генерал-губернатором Харьковским, Екатеринославсим и Таврическим, то есть стал непосредственным начальником Черноморского войска.
Вскоре выяснилось, что выделенной правительством земли казакам-черноморцам недостаточно: земли в этом районе активно раздавались также колонистам из Европы и русским помещикам. В 1792 году Антон Головатый во главе казачьей делегации отправился в Санкт-Петербург с целью вручения Екатерине II прошения о предоставлении земель Черноморскому казачьему войску в районе Тамани и «окрестностей», взамен отобранных сечевых земель. Переговоры шли долго и не просто: прибыв в Петербург в марте, делегация прождала Высочайшего решения до мая. Головатый просил выделить войску земли не только в Тамани и Керченском полуострове (на что уже было дано согласие Потёмкиным ещё в 1788 году), но и земли на правом берегу реки Кубань, тогда ещё никем не заселённые. Сановники царицы выговаривали Головатому: «земли много требуете». Но Головатый не зря был выбран в уполномоченные — его образованность и дипломатичность сыграли свою роль в успехе предприятия. На аудиенции у «просвещённой монархини» Головатый говорил на латыни и сумел убедить Екатерину во всеобщей пользе от предполагаемого переселения. В результате черноморским казакам были пожалованы земли на Тамани и Кубани «в вечное и потомственное владение». Официально дарственные грамоты и хлеб-соль на пожалованную землю были вручены делегации на специальном приёме у императрицы в конце июня 1792 года.
После успеха этого предприятия имя Головатого стало необычайно популярным в войске, а сама поездка в Петербург и пребывание при дворе обросли красочными легендами.
Безвременная смерть единственной дочери Марии в самом начале 1792 года отсрочили переселение Головатого на Кубань. По возвращении в Причерноморье он принялся улаживать личные дела — продал своё имение, дом и строил церковь над могилой дочери. 
Весной 1793 года Головатый повёл на Кубань сухопутный отряд семейных казаков, прибыв на новую родину в середине лета того же года.

### Служба на Кубани

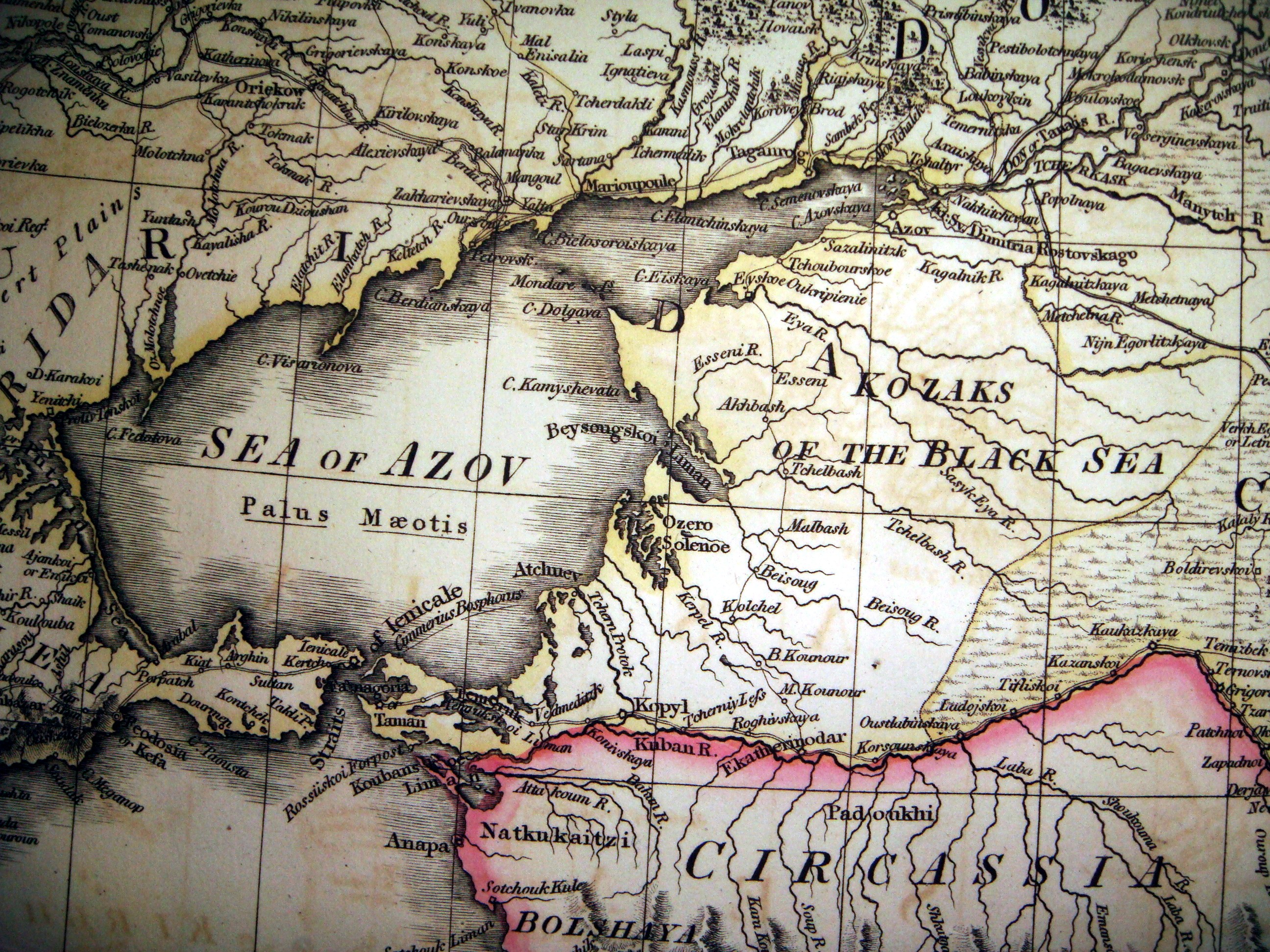
Фрагмент английской карты 1808 года с землями Черноморских казаков

Ещё в походе Головатый использовал свой дар дипломата для пользы переселенцев — во время перехода он на несколько дней останавливается в Симферополе у Таврического губернатора Жегулина, которому перепоручалась и вновь образованная область Черноморского войска. Благоприятные отношения были налажены, что впоследствии подкреплялось регулярной посылкой кубанской икры и балыков к губернаторскому столу. Впрочем, не был обделён казаками и Петербург — партии этих кубанских деликатесов регулярно отправлялись в столицу.
По прибытии на Кубань вплоть до самой осени Головатый занимался размежеванием войсковой земли и постройкой собственного дома. Осенью совместно с войсковым писарем Тимофеем Котяревским составил гражданский кодекс черноморцев — «Порядок общей Пользы», по которому край был разделён на 40 куреней. В январе 1794 года собралась первая войсковая рада на новой родине. На ней был утверждён «Порядок …», утверждено название краевой столицы — Екатеринодар, куренные атаманы бросанием жребия — лясов — получили куренные наделы. На тот момент «на сей земле находится войсковых жителей мужска 12 826 да женска 8 967, а всех 21 793».
В конце мая 1794 года у Головатого умерла жена, не оправившись от тяжёлой беременности и родов. Антон Головатый, в память любимой жены, на свой «кошт» начинает строить церковь во имя Покрова Пресвятой Богоматери на могиле жены в Тамани. Получение разрешения на постройку церквей для всего края, выписка священников, строительство войсковых зданий и казарм в столице и на кордонной линии были главными занятиями войскового судьи в тот период времени.
В 1794 войсковой атаман Захарий Чепега был отправлен с полком казаков на подавление польского восстания. Головатый остался первым лицом в войске. Он занимался строительством военной гавани для казачьей флотилии в Кизилташском лимане (впрочем потом гавань была признана непригодной), и помогал регулярной российской армии в строительстве Фанагорийской крепости. 1795 год прошёл, в основном, в осмотре всех войсковых земель и в хлопотах по их благоустройству. После получения от синода разрешения на строительство православных церквей и монастыря и необходимостью строительства войсковых зданий в столице и школы для «казачат», Головатый озаботился привлечением из Украины профессиональных строителей, ремесленников, иконописцев, учителей, медиков и аптекарей.
Мечтая вернуть южных соседей — туземные горские народы — в христианскую веру, строил с ними добрососедские отношения и пресекал попытки казаков заниматься воровством и грабежом на правобережной Кубани.

### Поход на Персию. Смерть
В 1796 году получил чин бригадира и принял участие в русском походе на Персию под командованием Валериана Зубова. Платон Зубов хотел видеть во главе двух посылаемых в поход пятисотенных полков Головатого. Воля патрона была законом для черноморцев. 26 февраля 1796 полки выступили в поход из Екатеринодара на Астрахань, где были посажены на суда и Каспийским морем отбыли в Баку. Головатому было поручено командование Каспийской флотилией и приданными к ней десантными войсками. Флотилия захватила все персидские острова в Каспийском море и побережье до рек Кура и Аракс. В середине ноября того же года умирает командующий Фёдор Апраксин. Головатый был назначен на его место — командующим сухопутными войсками и Каспийской флотилией.
После смерти Екатерины Павел распорядился прекратить эту военную кампанию и вернуть экспедицию в Россию. В зимнем климате Закавказья в отряде начались болезни, унёсшие жизни многих казаков, в том числе и их начальника. В тот момент в столице Черноморских казаков — Екатеринодаре — умер войсковой атаман Захарий Чепега. Головатый был избран казаками атаманом Черноморского казачьего войска. Он так и не узнал о своём избрании. На обратном пути из персидского похода Антон Головатый умер на острове Камышеване 28 января 1797 года. Император Павел высочайше утвердил это избрание ещё позже — в апреле 1797 года.
Символично, что последнее известное письмо войскового судьи, датированное 31 декабря 1796 года, адресовано войсковому атаману Захарию Чепеги и наполнено трогательными повседневными заботами о благоустройстве казачьего быта:
Слова ваши, говоренные противу Карасунской гребли под дубом, стоящим близ вашего двора, о заведении разной рыбы и раков я не забув, а исполнил прошлого года: рыбы напустыв с Кубани, а раков привезённых с Темрюка на почтовых, через сутки три воза; но дабы оные могли для настоящего удовольствия всем гражданам расплодиться, да ещё оных и по речкам, где ставы есть, развесть, прикажите через городничего всем ловящим в ставу рыбу, попадающихся раков возвращать в воду и через два года не истреблять

Очевидец событий Иван Мигрин так оценивал вклад Головатого в становление Черноморского войска:
«Полковник Головатый был человек весьма умный: на нём лежали все заботы об обустройстве и благосостоянии войска. Кошевой же атаман, бригадир Чепега, был добрый человек — и только; делами мало занимался и был даже вовсе неграмотный, а потому всеми делами и управлением по войску заведовал Головатый».

## Семья
Женился Антон Головатый в 1771 году на Ульяне Григорьевне Порохне. От этого брака родились дети: дочь Мария (1774), сыновья Александр (1779), Афанасий (1781), Юрий (1780), Матвей (1791), Андрей (1792). Ульяна Григорьевна тяжело переносила последнюю беременность, и в 1794 году, родив мальчика, названного Константином, умерла через неделю после родов.
Дочери Марии он дал хорошее домашнее образование. Мария умерла неожиданно в начале 1792 года, породив слухи о её отравлении. Смерть любимой и единственной дочери повергла Головатого в уныние.
Были у семьи Головатых и приёмные дети — «выкрещенные» турецкие мальчики — Иван, Петр, Павел и девочки — Мария, София, Анна. Все они получали хорошее домашнее образование.
Старшие сыновья получили начальное образование в Харьковском коллегиуме, которым заведовал друг Головатого — Фёдор Квитка (отец писателя Г. Ф. Квитка-Основьяненко), затем учились в Петербурге в шляхетном корпусе — престижном учебном заведении того времени, но старания к учёбе не выказывали и по разным причинам оставили учёбу.
Одним из правнуков Головатова был советский разведчик Александр Демьянов.

## Меценат и культурный деятель своей эпохи

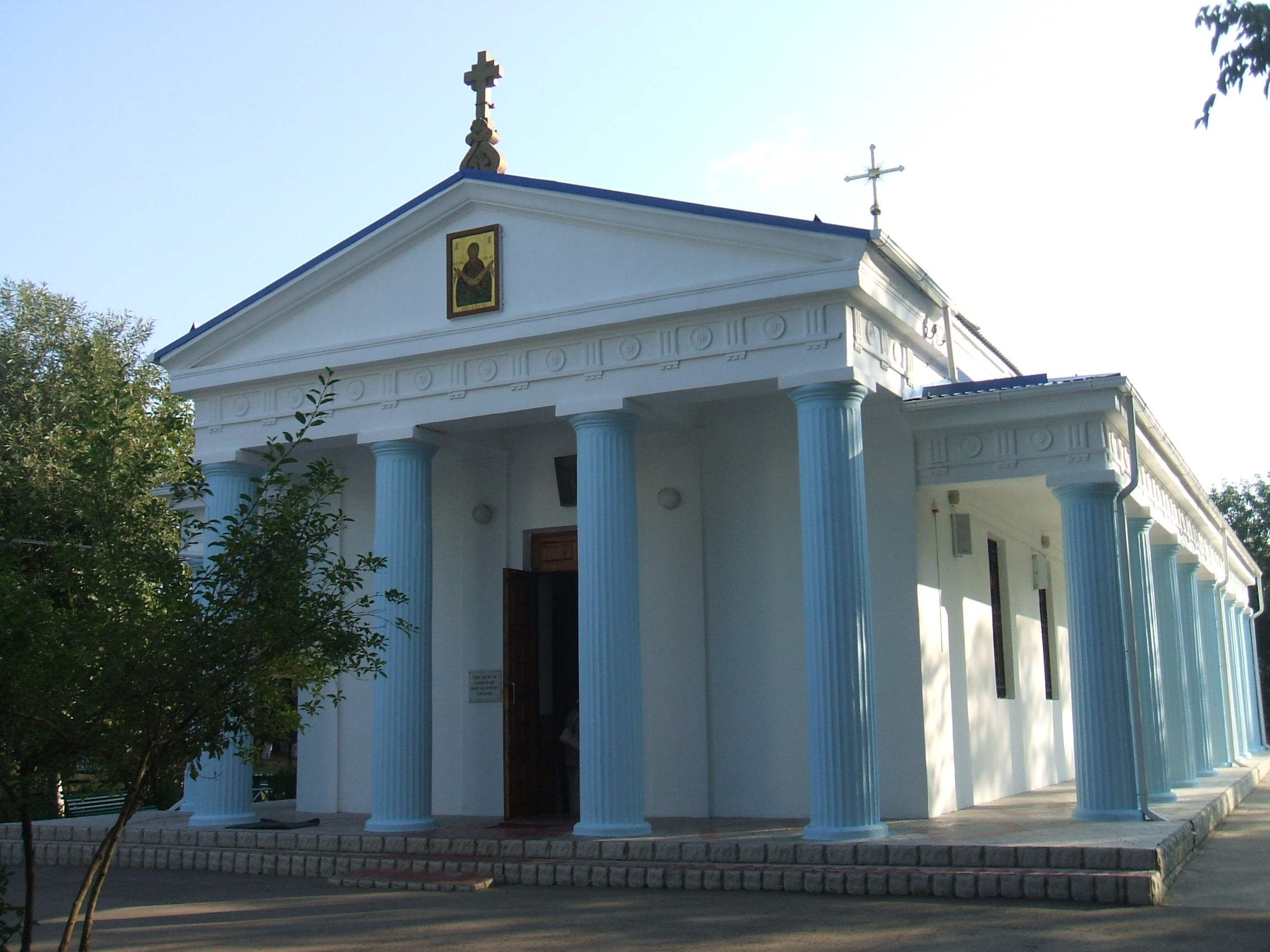
Церковь Покрова в Тамани

Головатый был набожным человеком и много жертвовал для церкви — и в своём родном селе Новые Санжары, и в Новороссии, и в Молдавии, и на Кубани. Церковь Покрова Пресвятой Богоматери, ставшая впоследствии одной из наиболее почитаемых для кубанского казачества, была построена по инициативе и в большой доле за счёт Головатого.
Его культурность и образованность проявлялись постоянно. Так, во время пребывания в Петербурге в 1792 году Головатый получил разрешение от императрицы на посещение Эрмитажа и осмотра его коллекций.
Тогда же, в Петербурге, он написал две свои самые знаменитые песни — в буквальном смысле слова ставшие народными: «Вродылыся мы в свити нещаслыви!» — в тяжёлый период томительного ожидания, когда пребывания в Петербурге затягивалось, а результаты прошения земель были не очевидны, и радостную — "Ой, годи ж нам журытыся, " — после получения жаловальной грамоты на Кубанские земли.
Водил дружбу (что подтверждается обоюдной перепиской) со многими выдающимися деятелями своей эпохи: поэтом Державиным, адмиралами Де Рибасом и Мордвиновым, фельдмаршалом Репниным.
Во время переселения на Кубань проследил, чтобы был перевезён весь войсковой архив (предварительно приказав собрать все куренные архивы в Слободзее), благодаря чему сохранил его для будущих исследователей. Интересовался разведением новых, диковинных сельскохозяйственных культур (виноград и египетская пшеница).
Антону Головатому потомки обязаны сохранением фанагорийского камня. История этого дела такова: узнав об этой находке, страстный собиратель древностей Мусин-Пушкин, разрекламировал находку в Санкт-Петербурге и императрица Екатерина повелела привезти камень в столицу, прежде скопировав его надписи, которые оказались в Петербурге довольно быстро. Там, в 1793 году, Мусин-Пушкин был обвинён в подлоге, настолько невероятным казалось содержание надписи. В тот момент интерес к камню пропал, и его было велено оставить в Тамани. Но в тот момент камень уже плыл на купеческом судне Евтея Кленова в Херсон, для дальнейшей перевозки в столицу. Головатый дал указание купцу вернуть камень, и он, проделав длительное путешествие по Чёрному морю через многие порты, в том числе и через Константинополь, вернулся на Тамань. Головатый дал указание поместить камень для обозрения у «фонтана», а затем переместил его в «прекрасный сад», у церкви. Там камень пролежал до 1803 года, когда посетивший Тамань академик Н. А. Львов-Никольский обратил на него внимание … в общем, сейчас камень находится в Эрмитаже, а его исследования положили начало русской эпиграфике и палеографии.
Головатый впервые выписал столичные газеты на Кубань — в 1795 году он подписался на «Российские ведомости» с приложением «Приятное препровождение времени» к ним и на календари «Ардинарский», «Придворный», «Адресный».

## Негативные отзывы биографов о Головатом
Некоторые историки отмечают его корыстолюбие и неразборчивость в способах личного обогащения. После смерти Головатого осталось огромное наследство — около 200 тыс. рублей — не считая недвижимого имущества и поместий, при том что годовое жалование рядового казака на кордонной линии не превышало нескольких рублей. Биографы уличают Головатого в том, что для личного обогащения он не брезговал любыми способами — использовал войсковую казну для своих целей, давал казённые деньги в рост даже своим родственникам, обворовывал рядовых казаков.

## Память о Головатом

### ВРоссийской императорской армии
1-му Уманскому полку Кубанского казачьего войска было пожаловано «Вечное Шефство бригадира Головатого». В Высочайшем повелении от 26 августа 1904 года было сказано:
В вечное сохранение и напоминание славных имён военачальников Кубанского войска, водивших его к победам, повелено придать первоочередным полкам: … Уманскому, … имена: … бригадира Головатого, …

### В литературе
Первым литературным трудом, в котором упоминался Антон Головатый, был труд «Очерки России» русского писателя и историка В. В. Пассека. Известный украинский писатель Г. Ф. Квитка-Основьяненко (который лично помнил посещения войсковым судьёй их дома и на пути в Петербург в 1792, и на пути обратно, после получения Кубанских земель) решил дополнить образ Головатого в этих «Очерках…» и в 1839 году написал свой очерк «Головатый. Материалы для истории Малороссии», прочитав который, выдающийся украинский поэт Тарас Шевченко написал стихотворение «К Основьяненко». При первом издании сборника его стихов — «Кобзарь» — 1840 года в этом стихотворении были такие строки:
Наш завзятый Головатый

Не вмре, не загине,

От де, люди, наша слава,

Слава Украины!

Однако в последующих изданиях строка Наш завзятый Головатый была заменена на Наша дума, наша писня.
Уже на рубеже XIX и XX веков к личности Головатого обратился историк Кубани П. П. Короленко, написав очерк «Головатый — кошевой атаман Черноморского казачьего войска».
Антону Головатому и Харько Чепеге посвящена глава в фундаментальном труде В. А. Потто «Кавказская война в отдельных очерках, эпизодах, легендах и биографиях».
Советский поэт Егор Самченко посвятил Антону Головатому стихотворение «Ваша верна жена Головата» в сборнике «Помогаю жить» (1987).
Персонаж А. Головатого выведен в трилогии одесского писателя Юрия Трусова «Хаджибей». 

### В монументах

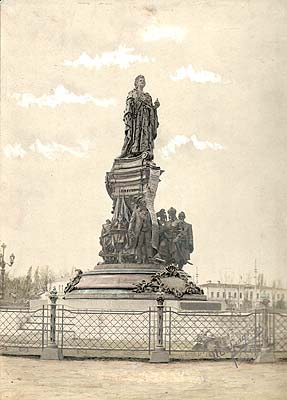
Почтовая открытка с изображением памятника Екатерине Великой в Екатеринодаре. Фигура Антона Головатого расположена первой справа от «жаловальной грамоты на землю Кубанскую», которая спускается от ног императрицы

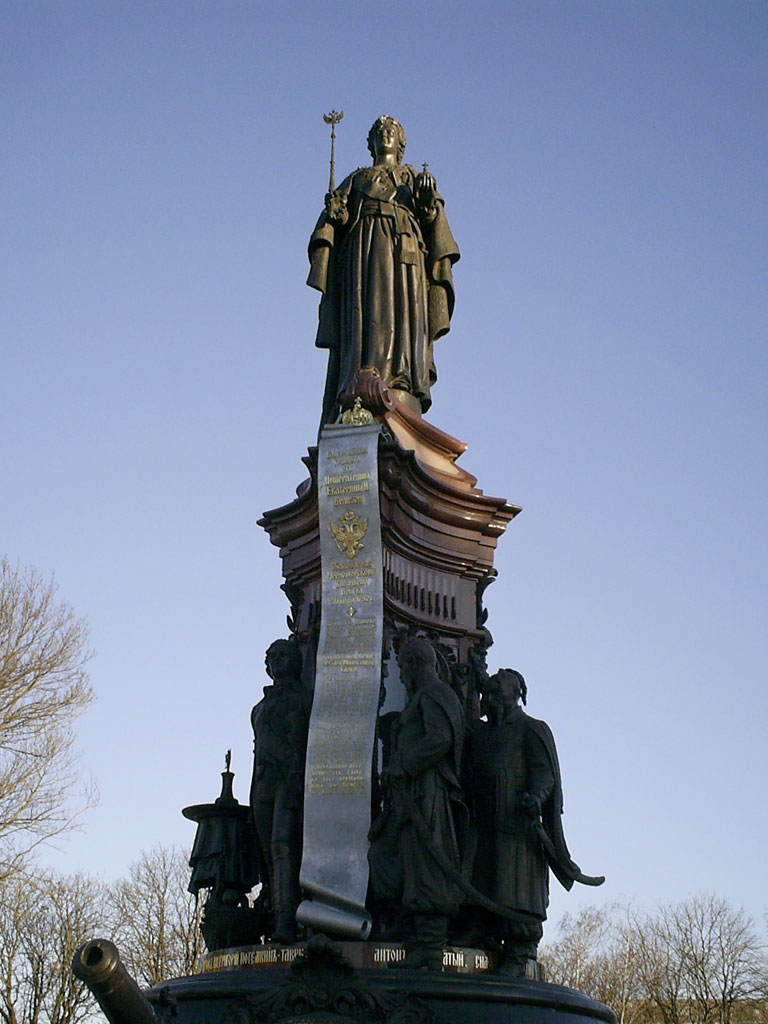
Воссозданный памятник Екатерине Великой в Краснодаре

Бронзовая фигура Антона Головатого входила в монументальную композицию памятника Екатерине Великой в Екатеринодаре, созданного скульптором Михаилом Микешиным, и открытого 6 мая 1907 года. Памятник был уничтожен большевиками в 1920 году. В этой композиции Антон Головатый представлен в числе трёх первых атаманов Черноморского войска, вместе с Сидором Белым и Захарием Чепегой. Отдельно стоит фигура Григория Потёмкина, много сделавшего для воссоздания казачьего войска после упразднения Запорожской Сечи. Памятник был восстановлен в прежнем виде скульптором Александром Аполлоновым и торжественно открыт 8 сентября 2006 года.
На фотографии справа показан современный, восстановленный, памятник императрице Екатерине.

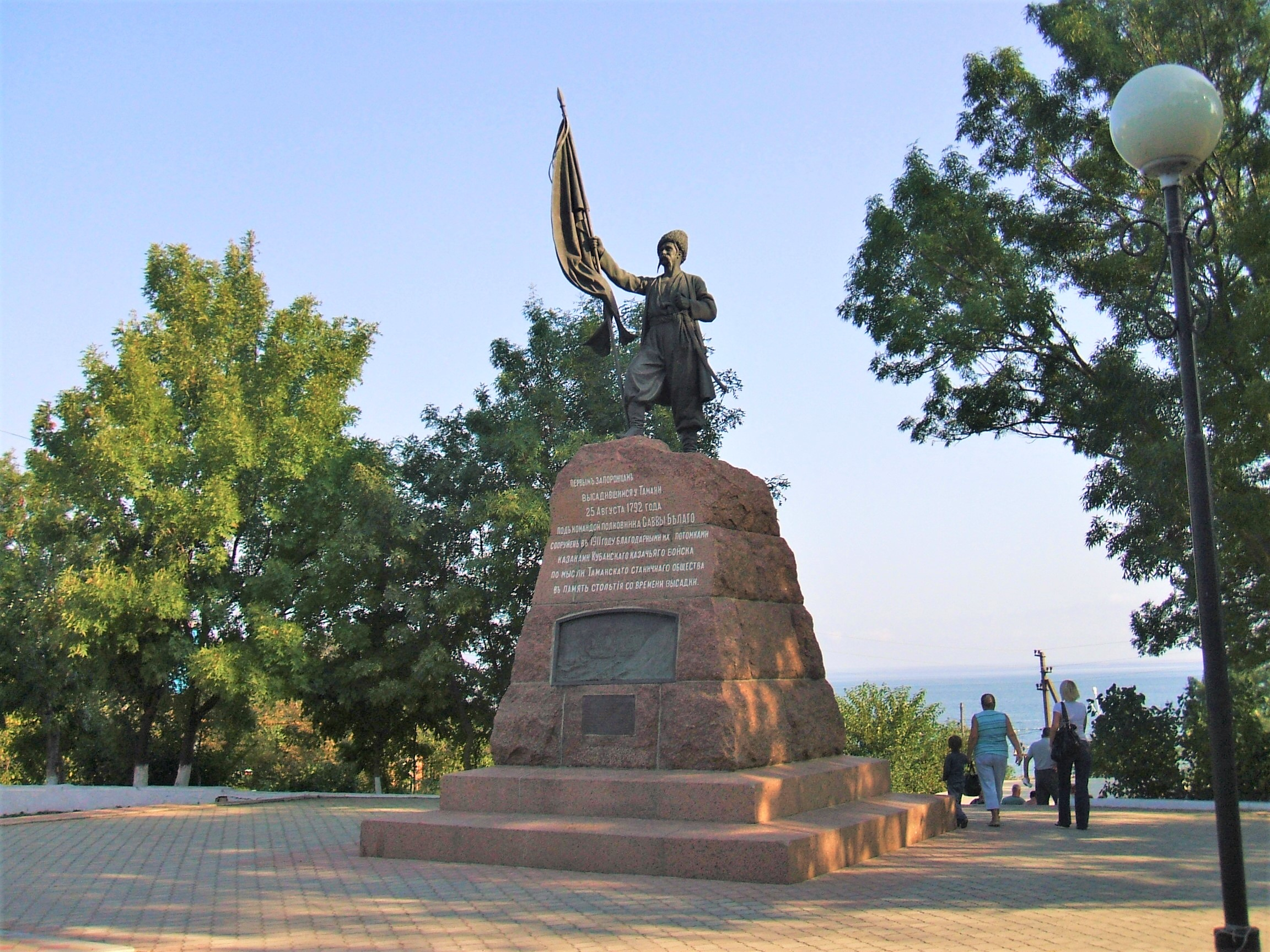
Памятник первым переселенцам-черноморцам в Тамани тоже связан с именем Головатого.

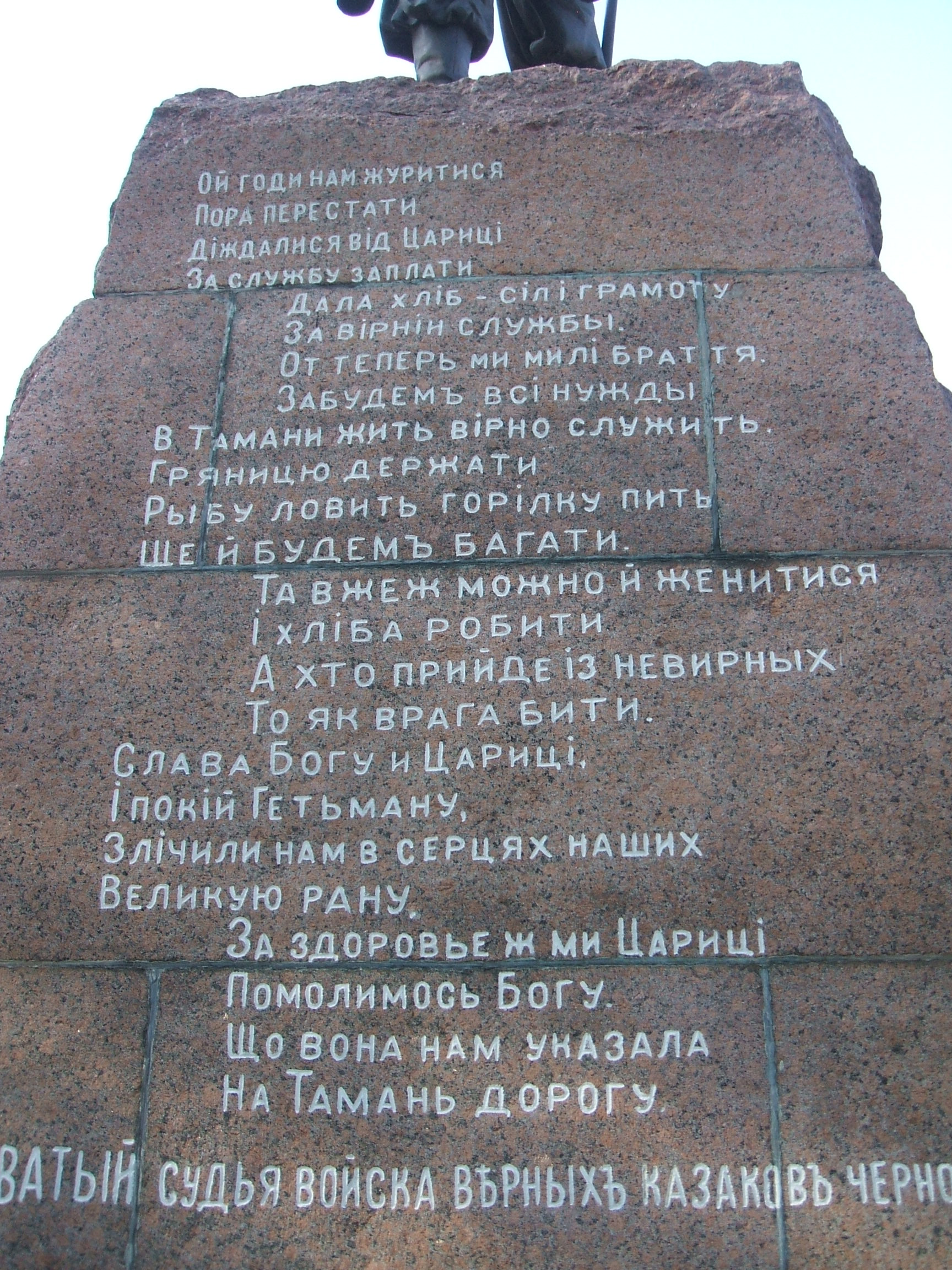
Вирши атамана Головатого, написанные на основании памятника первым переселенцам-черноморцам.

Есть на Кубани ещё один памятник, который народная молва окрестила «атаман Головатый», хотя посвящён он первым казакам-черноморцам, прибывших на Кубань на кораблях своей флотилии в 1792 году, а Головатого, среди них как раз не было. Расположен он в станице Тамань, воздвигнут после многолетнего сбора средств среди кубанского казачества в 1911 году и воплощает собирательный образ рядового казака, высаживающегося на кубанский берег. На пьедестале памятника начертаны слова из стихотворения Головатого, которое он сочинил в Петербурге на радостях после удовлетворения императрицей его ходатайства о новых землях на Кубани. Первоначальные замыслы поставить этот монумент именно Головатому и эти стихи на пьедестале воздвигнутого монумента, возможно, стали причиной тому, что этот памятник в народе называют «Памятник атаману Головатому».

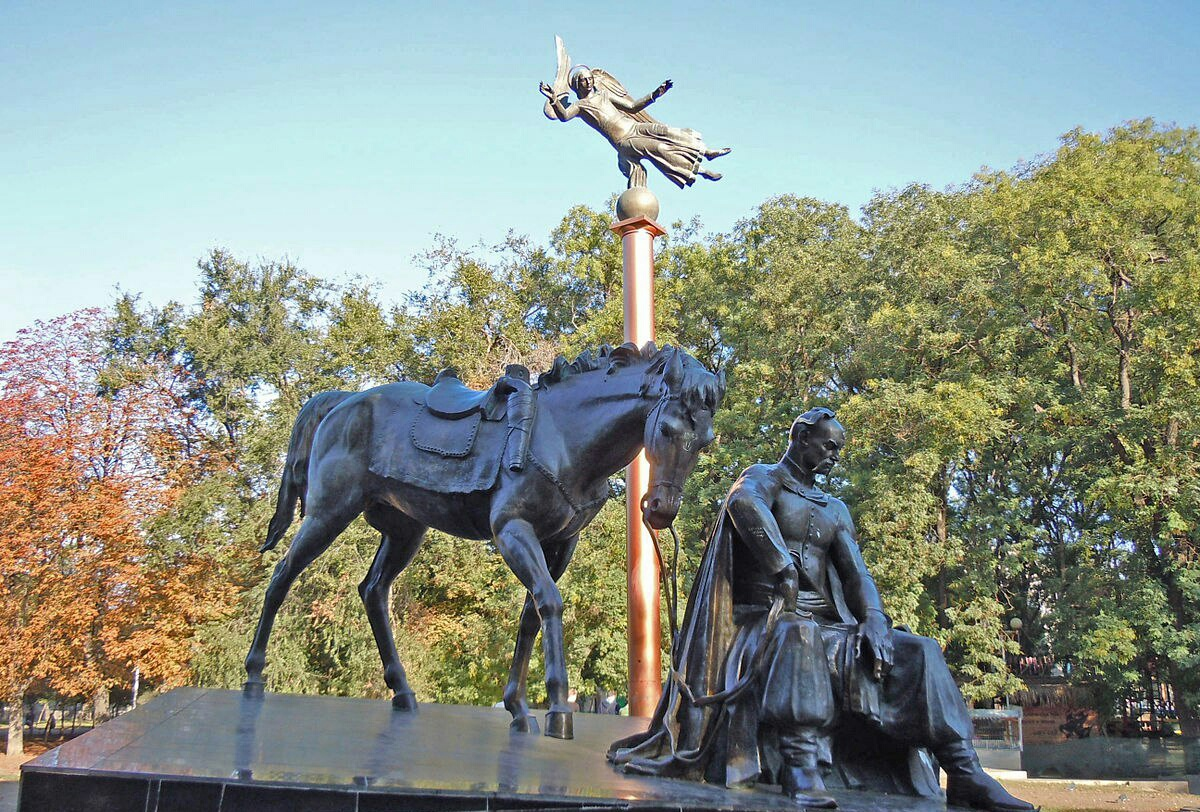
Памятник атаману Головатому в Старобазарном сквере, Одесса

В сентябре 1999 года, в канун годовщины основания города, в Одессе в Старобазарном сквере был открыт памятник Антону Головатому (на фотографии) скульптора А. Токорева и архитектора В. Глазырина.

### В топонимике городов
Именем атамана Головатого названы улицы в столице Украины Киеве и городах Одессе и Краматорске. Существует улица «Антіна Головатого» в г. Новомосковске Днепропетровской области. В Краснодаре также имеется улица Атамана Головатого. 